# 四川省南充市白塔中学
四川省南充市白塔中学，简称南充市白塔中学（或白中，白塔中学），系四川省南充市公立初高中，学校现为四川省一级示范性普通高中。

## 概述
为中国著名教育家张澜先生于1914年创始，当时名为南充县立中学。1957年，南充师范学院附中派37名教师带12个班到原川北荣誉军人学校办普通中学，校名为南充一初中。1977年4月，南充县接管，更名为南充县白塔中学，并批为完全中学。1993年10月，南充市县合并，又名“南充市白塔中学”。

## 荣誉

### 2017年
- 1. 2017年11月28日，81级校友赵宇亮当选为中国科学院院士，并被推选为新一届全国政协委员。
  2. 学校教师易连斌晋升为正高级教师，党委书记校长蔡礼儒、教师马长清被评为四川省特级教师，林翠老师获四川省2017年历史新课程竞教一等奖，谭春华等5人获学科竞教省级二等奖，何瑶等7人获学科竞教市级一等奖，邓永梅等5人获学科竞教高坪区第一名，学校报送的课题获四川省教学成果三等奖一项；南充市普教教学成果一等奖两个，南充市普教教学成果二等奖一个。
  3. 2018年2月6日，感动南充2017十大新闻人物群体评选揭晓，白塔中学党委书记、校长蔡礼儒同志名列其中。
  4. 在2017年南充市高中教育质量评估综合评价以84.95分荣获省级示范高中组一等奖，第二名。
  5. 2018年1月31日，南充市基础教育工作会隆重召开。会上，市教育和体育局为我校颁发了四川省教育厅统一制作的“四川省一级示范性普通高中”牌匾。[4]

## 历届校长
| 任別 | 姓名   | 任期                 |
| ---- | ------ | -------------------- |
| 1    | 张澜   | 1914年—1916年8月     |
| 2    | 秦树风 | 1916年8月—1921年     |
| 3    | 张澜   | 1921年—1926年7月     |
| 4    | 秦树风 | 1926年8月—1929年7月  |
| 5    | 庞懿儒 | 1929年8月—1930年2月  |
| 6    | 宋时光 | 1930年3月—1931年1月  |
| 7    | 张澜   | 1931年1月—1932年6月  |
| 8    | 李询邹 | 1932年7月—1934年     |
| 9    | 庞明钦 | 1934年—1937年        |
| 10   | 谭惠菁 | 1937年—1942年1月     |
| 11   | 苏祥麟 | 1942年2月—1948年8月  |
| 12   | 邓德广 | 1948年9月—1949年8月  |
| 13   | 王德刚 | 1949年9月—1950年1月  |
| 14   | 张图南 | 1950年2月—1952年1月  |
| 15   | 冯洤善 | 1952年1月—1952年8月  |
| 16   | 黄玉及 | 1952年8月—1953年1月  |
| 17   | 青良翰 | 1953年2月—1957年7月  |
| 18   | 张道钦 | 1957年8月—1958年8月  |
| 19   | 龙宇成 | 1958年9月—1962年8月  |
| 20   | 胡正夫 | 1962年9月—1965年8月  |
| 21   | 刘寿康 | 1965年9月—1967年11月 |
| 22   | 边靖江 | 1967年12月—1969年3月 |
| 23   | 海占蓉 | 1969年3月—1970年9月  |
| 24   | 邱德蓉 | 1970年10月—1971年4月 |
| 25   | 刘寿康 | 1971年5月—1978年8月  |
| 26   | 陈武德 | 1978年9月—1984年6月  |
| 27   | 张明仲 | 1984年7月—1995年8月  |
| 28   | 郭仲秋 | 1995年9月—2001年4月  |
| 29   | 何平   | 2001年5月—2013年8月  |
| 30   | 李国龙 | 2013年9月-2017年     |
| 31   | 蔡礼儒 | 2017年-              |

## 下中坝校区

### 概述
下中坝校区， 是南充市白塔中学的一个分校区， 前身为高坪二中。

### 历史沿革

#### 2001年
南充市高坪区教育局将原高坪二中合并至南充市白塔中学并被后者设为下中坝校区，开展初中教学。